# Ларина, Екатерина Васильевна
Екатери́на Васи́льевна Ла́рина (род. 6 октября 1989, Рождественское, Поворинский район, Воронежская область) — российская футболистка, защитница.

## Биография
Воспитанница детского дома г. Борисоглебска Воронежской области. В юношеские годы работала грузчиком, выдавая себя за мальчика, также работала в «Макдональдсе». Училась на строителя-отделочника.
Занималась футболом с детских лет, сначала в команде г. Борисоглебска, затем — в воронежской «Энергии» у тренера Сергея Анатольевича Томилина. Взрослую карьеру начинала в клубах первой и второй лиги — «Чайка» (Усмань), ШВСМ (Воронеж), «Азов». В «Чайке» была капитаном команды.
С начала 2010-х годов выступала в первой лиге за «Енисей», всего провела в команде с перерывом пять лет. Была капитаном «Енисея». В 2013 году стала серебряным призёром первой лиги и признана лучшей защитницей соревнований. В 2015 году отлучилась на сезон в белорусский клуб «Бобруйчанка», провела 20 матчей в высшей лиге Белоруссии. Затем снова вернулась в «Енисей» и в 2016 году в очередной раз со своим клубом стала серебряным призёром первой лиги. 18 апреля 2017 года дебютировала в высшей лиге России в игре против «Россиянки», а всего за сезон отыграла все 14 матчей высшей лиги без замен.
В 2018 году перешла в клуб «Кубаночка», за сезон сыграла во всех 14 матчах чемпионата.
С 2019 года выступала за ЖФК «Рязань-ВДВ», провела в клубе три сезона. В 2021 году приняла участие во всех 27 матчах чемпионата. В конце 2021 года перешла в клуб «Звезда-2005» (Пермь), где играла до конца сезона 2024.
Вызывалась в расширенный состав сборной России.